# 細川町瑞穂
細川町瑞穂（ほそかわちょうみずほ）は、兵庫県三木市にある大字。旧・美嚢郡細川村大字瑞穂。郵便番号は673-0701。

## 地理

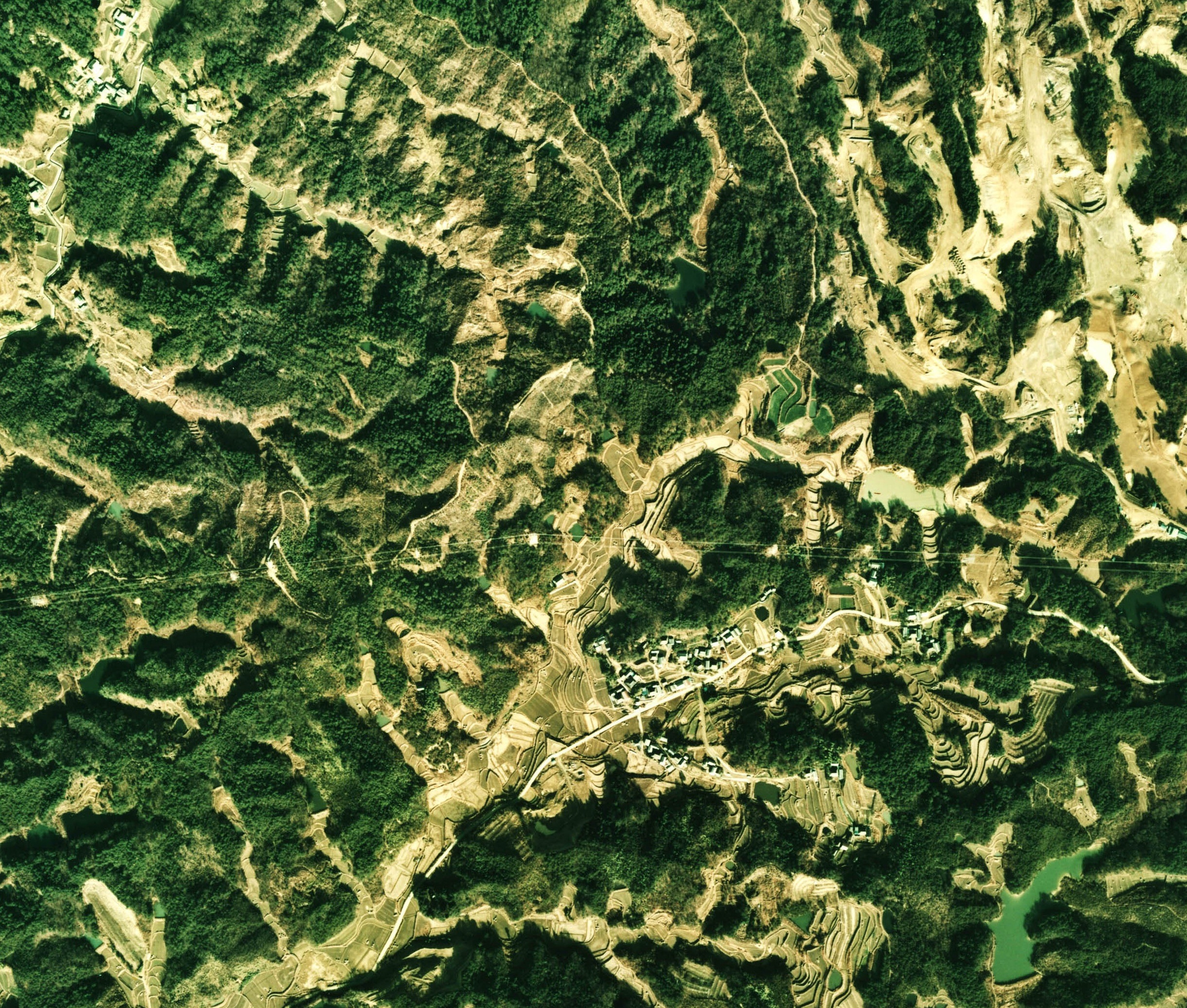
1974年度の細川町瑞穂

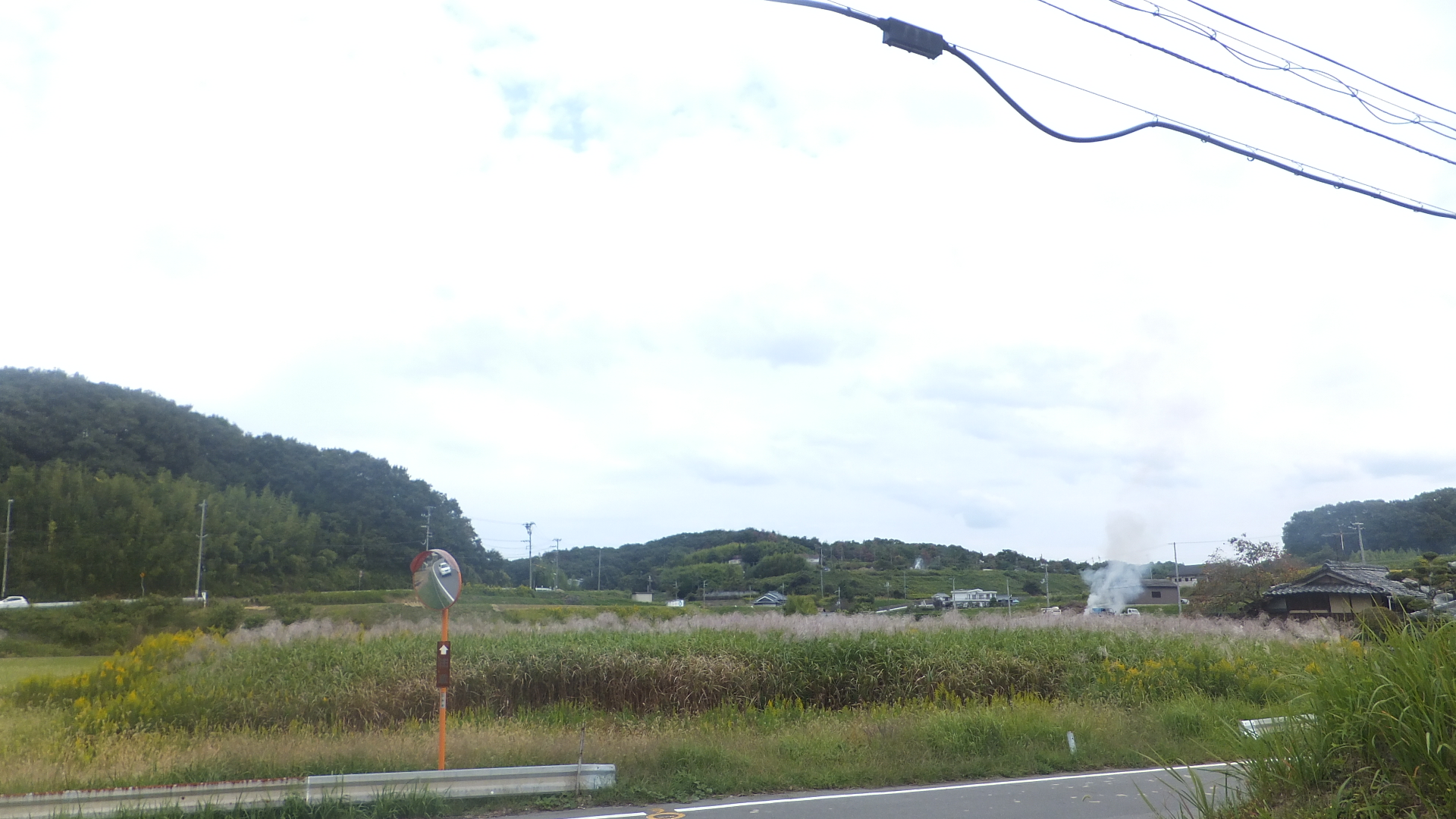
細川町瑞穂の街並み

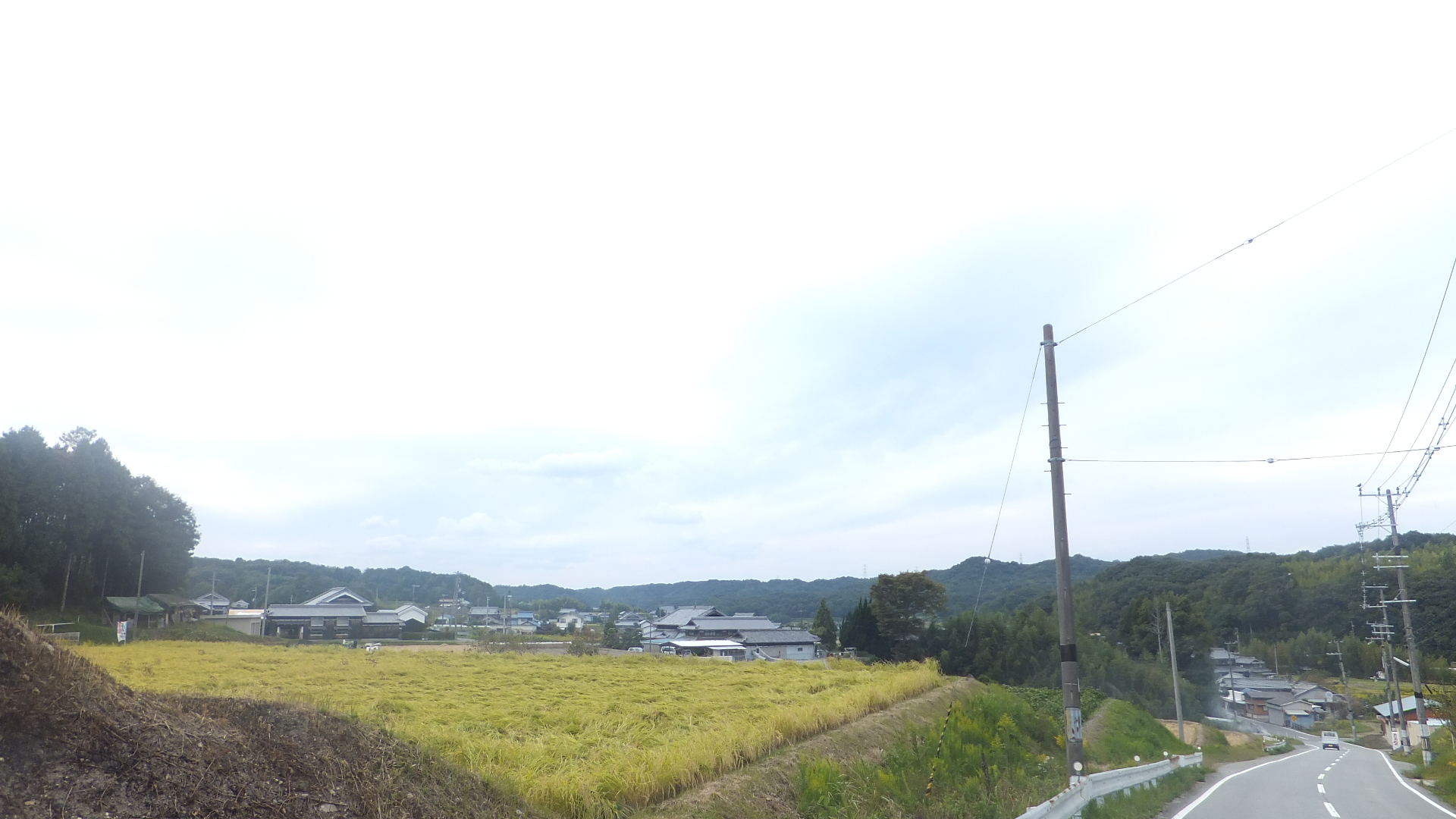
細川町瑞穂にある農業地帯

細川地区の最東端、小川川の上流、石上山の東側に位置しており、山と山の間の谷間に大小多数の池がある。元々は上南・入野・大二谷・小二谷の4村に分かれていたが、1873年に合併して瑞穂村になった。小川庄の端であるが、鎌倉時代には集落が形成されていた。現在は谷間に沿って、兵庫県道355号楠原三木線の沿道に住宅地と農村地帯と里山に囲まれている。地名の由来は細川町垂穂にある御酒神社の伝承から来ている。東側は神戸市北区淡河町北僧尾・吉川町湯谷、西側は細川町中里、南側は淡河町勝尾、北側は口吉川町槇・口吉川町大島と接する。

### 河川
- 上南川[7]
- 夫婦谷川[7]
- 入野川[7]

### 旧村の由来
- 上南 - 下南村の上側であることから名付けられた[5]。
- 入野 - 野原に入る入口であることから名付けられた[5]。
- 大二谷 - 二つの谷の北側に位置することから名付けられた[4]。
- 小二谷 - 二つの谷の東側に位置することから名付けられた[4]。

## 歴史

### 成立から町村制施行まで
- 1873年 - 上南・入野・大二谷・小二谷の4村が合併し、瑞穂村になる[6]。

### 町村制施行以降
- 1889年 - 町村制施行により、瑞穂村から美嚢郡細川村大字瑞穂となる。
- 1935年11月 - 細川村立下南尋常小学校（のち三木市立瑞穂小学校）が中里から移転する[9]。
- 1954年6月1日 - 三木市編入に伴い、三木市細川町瑞穂になる[10]。
- 2001年 - コープこうべ土づくりセンターが完成[11]。
- 2007年3月31日 - 三木市立瑞穂小学校が閉校。

### 字域の変遷
| 実施前               | 実施年       | 実施後           |
| -------------------- | ------------ | ---------------- |
| 美嚢郡細川村大字瑞穂 | 1954年6月1日 | 三木市細川町瑞穂 |

## 世帯数と人口
2022年（令和4年）2月28日現在の世帯数と人口は以下の通りである。
| 町丁       | 世帯数  | 人口  |
| ---------- | ------- | ----- |
| 細川町瑞穂 | 109世帯 | 235人 |

## 小・中学校の学区
市立小・中学校に通う場合、学区は以下の通りとなる。
| 番地 | 小学校             | 中学校             |
| ---- | ------------------ | ------------------ |
| 全域 | 三木市立豊地小学校 | 三木市立星陽中学校 |

なお、2007年3月31日以前は三木市立瑞穂小学校が校区であった。

## 施設

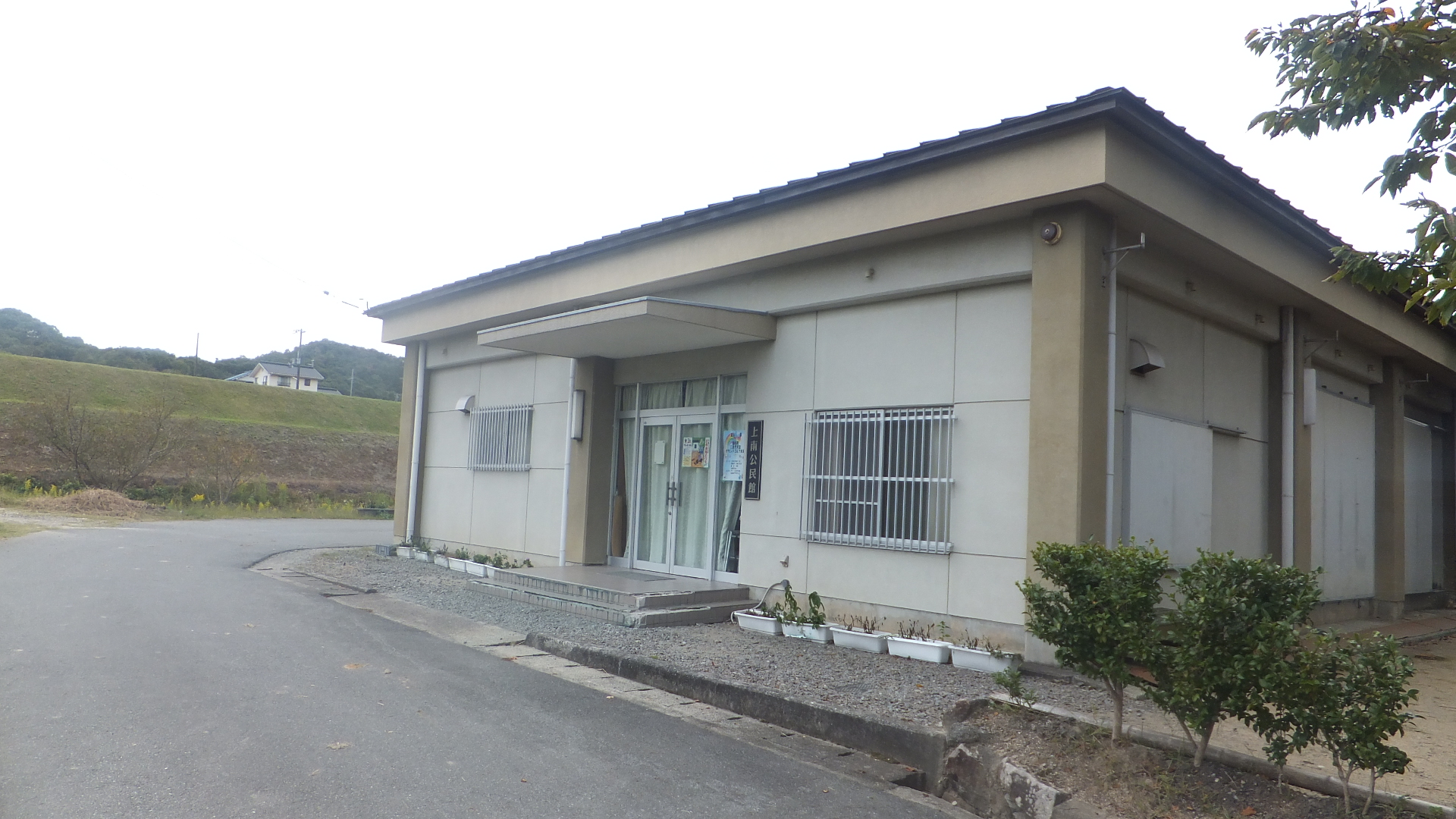
上南公民館

### 現存する施設
- まなびの郷みずほ（旧・三木市立瑞穂小学校）
- コープこうべ土づくりセンター
  - エコファームみずほ協同農園
- 日本型枠工業三木工場
- 上南公民館

#### 宗教施設
- 愛宕社[4]
- 祇園神社[4]
- 大日神社[4]
- 大歳神社[4]
- 毘沙門堂[4]
- 地蔵堂[4]

### かつて存在していた施設
- 三木市立瑞穂小学校[7]
- 三木市立瑞穂幼稚園[7]

## 交通

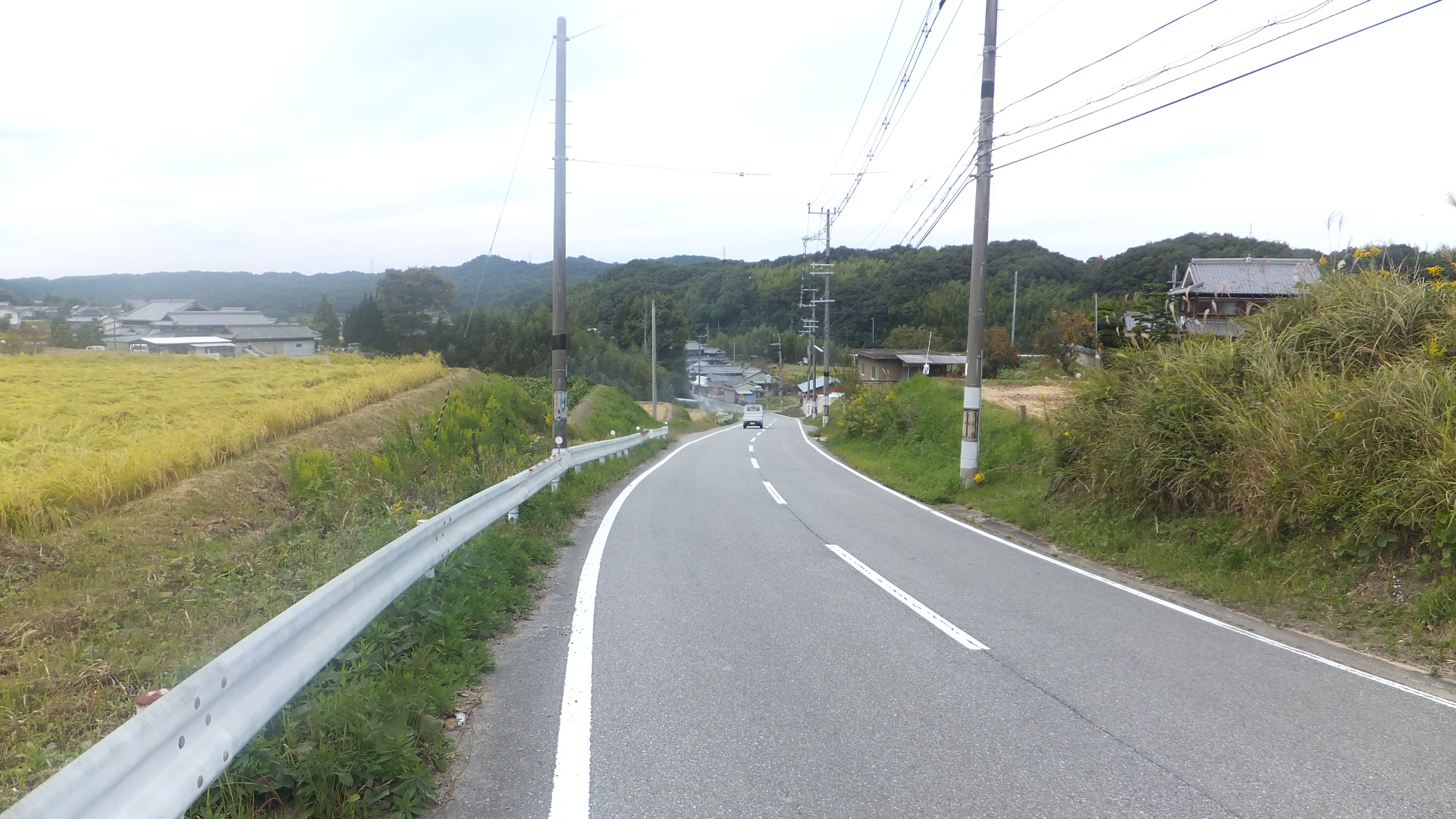
兵庫県道144号西脇口吉川神戸線

### 鉄道
地内には鉄道は走っていない。

### バス
- 神姫バス
- みっきぃバス

### 道路
- 兵庫県道144号西脇口吉川神戸線
- 兵庫県道355号楠原三木線